# Rita Zucca
Rita Luisa Zucca (1912 – 1998) è stata una conduttrice radiofonica italiana naturalizzata statunitense, che trasmise la propaganda dell'Asse alle truppe alleate in Italia e Nord Africa. Divenne nota come una delle "Axis Sally", insieme a Mildred Gillars, che trasmetteva da Berlino.

## Biografia

### I primi anni
Il padre di Rita, Luigi, possedeva un ristorante di grande successo nel quartiere Midtown di New York negli anni '30 e '40, chiamato Zucca's Italian Garden. Situato al 116-118-120 West 49th Street, il ristorante aveva le sue cartoline promozionali che mostravano un ambiente decisamente raffinato. Rita Zucca aveva trascorso l'adolescenza in una scuola conventuale di Firenze e, da giovane, aveva lavorato nell'azienda di famiglia.
Tornò in Italia nel 1938, lavorando come dattilografa e rinunciando alla cittadinanza americana tre anni dopo per salvare le proprietà della sua famiglia dall'esproprio da parte delle autorità fasciste.

### Axis Sally
Con il progredire dell'invasione alleata dell'Italia, il governo fascista di Benito Mussolini decise di provare a emulare le trasmissioni di Mildred Gillars della radio tedesca Axis Sally. Nell'estate del 1943, la rete radiofonica nazionale italiana di Roma assunse a questo scopo la trentenne Zucca, nonostante avesse perso il lavoro dattilografa nel 1942 per aver copiato un opuscolo antifascista.
Zucca era in coppia con l'emittente tedesca Charles Goedel nel programma Jerry's Front Calling. Con grande dispiacere della Gillars, Zucca veniva anch'essa chiamata Axis Sally. Il segno distintivo di Zucca era "un dolce bacio da Sally", e veniva spesso scambiata per Gillars.
Secondo un resoconto, Zucca si iscriveva a ogni spettacolo pronunciando "Hello Suckers!" e la sua melodia caratteristica era "Between the Devil and the Deep Blue Sea".
Le sue trasmissioni a volte utilizzavano le informazioni fornite dall'ambasciata tedesca a Roma nel tentativo di confondere le truppe alleate. L'8 luglio 1943, la notte prima dell'invasione della Sicilia, la trasmissione di Zucca diceva "ai meravigliosi ragazzi del 504º reggimento paracadutisti" che "i playboy del Col. Willis Mitchell, il 61º gruppo portatruppe, vi porteranno a morte certa. Sappiamo dove e quando salterete e sarete spazzati via".
Mentre gli eserciti alleati avanzavano verso nord verso Roma, Zucca si ritirò a nord con i tedeschi nel 1944 e riprese a trasmettere da Milano. Lì, nel settembre 1944, la troupe televisiva del Jerry's Front era assegnata a un'unità di propaganda militare tedesca chiamata Stazione Libertà. A quel punto Zucca era incinta. Suo figlio nacque il 15 dicembre 1944. Tornò al microfono 40 giorni dopo e continuò fino alla sua ultima trasmissione, il 25 aprile 1945, Giorno della Liberazione.

### Arresto
Quando le forze dell'Asse crollarono definitivamente, Zucca si recò in treno a casa dello zio a Torino, dove si rifugiò fino alla sua identificazione e all'arresto il 5 giugno 1945.
Un corrispondente della rivista militare americana Stars and Stripes ha affermato che la nota condizione di strabismo di Zucca non toglie nulla alla sua attrattiva: "È vero, il suo occhio sinistro è incline a vagare, ma la sua voce calda e sexy ha davvero qualcosa che la sostiene".
I giornali statunitensi furono molto più severi. "'Sally di Berlino' dalla voce morbida si rivela essere una brutta ex ragazza di New York" era un titolo tipico, con descrizioni della giovane madre come "[tanto] brutta e poco attraente di persona quanto la sua voce era accattivante". Un altro giornalista la definì "strabica, con le gambe storte e la pelle scura".

### Processo e vita post-bellica
Tutti i tentativi del governo americano di perseguire Zucca per tradimento si infransero quando divenne chiaro che aveva rinunciato alla cittadinanza americana prima di iniziare a trasmettere. J. Edgar Hoover dell'FBI scrisse al Dipartimento di Giustizia: "In considerazione del fatto che ha perso la cittadinanza americana, al momento non si sta cercando di sviluppare un caso di tradimento contro di lei".
Zucca fu poi processata da un tribunale militare italiano con l'accusa di collaborazionismo. Il 29 marzo 1946 fu condannata a quattro anni e mezzo di prigione, ma fu rilasciata dopo nove mesi dopo con l'amnistia Togliatti.
A Zucca fu impedito di tornare negli Stati Uniti e visse in relativa oscurità in Italia fino alla sua morte nel 1998.